# Iqta'
L'Iqṭāʾ (in arabo اقطاع‎?) fu una tassazione pressoché equivalente al kharāj che, nel mondo islamico fin dall'epoca buwayhide, riguardava i fondi agricoli, assegnati per carenza di numerario a funzionari e generali del califfo (e poi dei Sultani), affinché ricavassero da esso le risorse necessarie a pagare il soldo alle proprie truppe.
Erroneamente - come sottolineato da Claude Cahen - il termine viene spesso tradotto "feudo", ma da esso se ne differenzia per vari e tutt'altro che secondari aspetti. Dice lo storico islamista francese:
La natura dell'iqṭāʿ variava in base al tempo e al luogo e una traduzione presa in prestito da altri sistemi di istituzioni e concezioni è servita troppo spesso per fuorviare gli storici occidentali e anche quelli orientali.
Il fruitore di un iqṭāʾ - che non aveva diritto di lasciare il bene così ottenuto in eredità, e che era chiamato muqṭiʿ - traeva da quanto assegnatogli da un'autorità formalmente suprema le risorse necessarie, spesso anche cospicue tali da poter pagare o armare un esercito, e destinava sovente a chi lo aveva beneficato una somma tale da cautelarsi da un'eventuale e sgradita rimozione del beneficio ricevuto.
Nell'India musulmana il termine muqṭiʿ equivaleva a quello di Governatore di una provincia.